# Frauen-Erwerbs- und Ausbildungsverein
Der Frauen-Erwerbs- und Ausbildungsverein (FEAV) (Eigenschreibweise: Frauen- Erwerbs- und Ausbildungsverein) war ein 1867 in Bremen gegründeter Frauenverein, der Ende 2018 aufgelöst wurde.
Das Gebäude steht seit 2000 unter Bremer Denkmalschutz.

## Geschichte

### Erste Frauenvereine
Die ersten Frauenvereine der Frauenbewegung
entstanden in Preußen ab 1810 nach französischen Vorbildern. Sie lösten sich nach 1815 wieder auf. Ende der 1820er Jahre wurden verschiedene wohltätige Frauenvereine gegründet, die vor allem fürsorgerisch tätig waren.
1865 gründete sich in Leipzig der Allgemeine Deutsche Frauenverein zur Verbesserung der Berufsausbildung. Der 1865 gegründete Lette-Verein in Berlin kümmerte sich um eine bessere Mädchenbildung und Berufsbildung von Frauen. Die 1866 von der späteren deutschen Kaiserin Augusta gegründeten Vaterländischen Frauenvereine dienten als weiblicher Teil des Roten Kreuzes in Preußen.

### Verein zur Erweiterung des weiblichen Arbeitsgebietes
1867 entstand in der Bremer Frauenbewegung der Verein zur Erweiterung des weiblichen Arbeitsgebietes, der in den folgenden Jahren Frauenerwerbsverein genannt wurde. Die Frauenrechtlerinnen Ottilie Hoffmann, Marie Mindermann und Henny Sattler waren mit anderen Frauen die Gründerinnen. Der Verein kam aus bürgerlichen Kreisen und Männer konnten Mitglieder sein. So war denn auch Karl Theodor Oelrichs der erste Vorsitzender eines Vereins, der schnell 500 Mitglieder hatte. Der Verein trat für das Frauenwahlrecht ein, das in Bremen erst 1918 realisiert werden konnte.
1867 war auch Gründung der Fortbildungsschule für kaufmännische Berufe und die der Nähschule. Seit 1868 bestand die Vereinsbibliothek und der Verein trat in den Verband Deutscher Frauenbildungs- und Erwerbsvereine. 1870 erfolgte die Einrichtung von Kursen für Kinderpflegerinnen, 1881 die Gründung des Vereins zur Ausbildung von Krankenpflegerinnen, 1885 die Einrichtung der Mädchenschutzstelle und 1895 wurde eine Stellenvermittlung eingerichtet.
Von 1871 bis 1892 war der Schriftsteller und Politiker August Lammers – Bruder der Frauenrechtlerin Mathilde Lammers – Vorsitzender des Vereins. Er veranlasste den Beitritt an überregionale Organisationen wie der Allgemeine Deutsche Frauenverein und des Vereins zur Förderung der Erwerbstätigkeit des weiblichen Geschlechts, der als Lette-Verein 1866 von Wilhelm Adolf Lette gegründet wurde und heute noch besteht. 1893 wurden Lucy Lindhorn und der Pädagoge Heinrich Otto Reddersen Vorsitzende des Frauenwerbsvereins.
1893 nahm Ottilie Hoffmann, die aktiv im Vorstand wirkte, als Delegierte an der Gründung des Bundes deutscher Frauenvereine am 28. und 29. März 1894 in Berlin teil; die Gründungsversammlung wählte sie bis 1902 in den Bundesvorstand.
1895 waren Frauen wie Lucy Lindhorn, Emilie Bendel, Felicie Gildemeister, Ottilie Hoffmann, Doris Focke bei der Umwandlung des Vereins zu einem reinen Frauenverein beteiligt. 1897 erfolgte die Umbenennung in Frauen-Erwerbs- und Ausbildungsverein (FEAV) und der Verein fusionierte mit ähnlichen Gruppen, unter anderem mit dem Bremer Kochschulverein. Lucy Lindhorn übernahm den alleinigen Vorsitz und Bendel war als Rechnungs- und Schriftführerin im Verein aktiv.
Von 1893 bis 1898 hatte der Verein in der Bremer Altstadt, im Haus Geeren Nr. 47, seinen Hauptsitz. 1898 war die Eröffnung des ersten eigenen Vereinshauses des FEAV in Bremen-Mitte in der Pelzerstraße Nr. 8/11, 1905 (oder 1907) wurde dazu das Nachbargrundstück Perlzerstraße Nr. 7 angekauft. Im Vereinshaus war seit 1898 die Wirtschaftsschule mit den Unterabteilungen Bremer Küche, Haushälterinnen, Wäscherinnen und Plätterinnen. Es wurden Turnkurse angeboten. Durch Schenkungen konnte das Haus Ansgarikirchhof Nr. 10 erworben werden und 1903 eröffnete hier das Josephinenheim, eine Art Frauenhotel oder auch schon frühes Frauenhaus. 1904 gab es Seminare für Hauswirtschaftslehrerinnen.
1909 wurde die Frauenschule unter der Leitung der Pädagoginnen Emilie Bendel und Agnes Matthes eröffnet. Die Schule erhielt 1911 eine staatliche Konzession. Die Frauenschule mit Fächern wie Volkswirtschaftslehre, Bürgerkunde, Englisch, Kunstgeschichte, Hauswirtschaft, Ernährungslehre, häusliche Buchführung oder Kochen diente zur Vorbereitung für eine sich anschließende Berufsausbildung. 1915 wurde die Schule zugunsten einer Frauendienstschule geschlossen. Sie kann als Vorläufer des späteren Sozialen Seminars angesehen werden.
Wie beim Lette-Verein gehörten auch Kurse für Fremdsprachen, Handelskorrespondenz sowie für Zeichnen und Kunsthandwerk (von 1898 bis 1909) zum Programm. Finanzielle Schwierigkeiten führten um und nach 1905 zur Aufgabe der Krankenpflegeschule und von einigen Kurs- und Sozialangeboten. 1910 trat der Verein in den Bremer Frauenstadtbund.
Um diese Zeit hatte der Verein folgende Abteilungen: Fortbildungsschule, Nähschule, Wirtschaftsfachschule, Frauenschule, kaufmännische und gewerbliche Abteilung, Bibliothek, Stellenvermittlung, Bundesangelegenheiten und das Josephinenheim. 1913 kam das Seminar für Nadelarbeitslehrerinnen hinzu. Der Erste Weltkrieg machte einige Umstellungen erforderlich. Viele Frauen waren nun verstärkt in allgemeine und soziale Hilfsarbeiten eingebunden. Eine Lehrwerkstatt entstand und eine Verkaufsstelle für Kochkisten sowie Kurse für Kinderhortnerinnen und Säuglingspflege. 1915 wurde die Frauenschule geschlossen und 1917 eine Frauendienstschule eingerichtet.

### Nach dem Ersten Weltkrieg
Nach dem Krieg gab es beim Frauenerwerbsverein neben dem weiblichen Vorstand auch bis 1922 einen männlichen Verwaltungsrat für die Finanzen.
Zunehmend wurde nicht nur das allgemeine Schulwesen, sondern auch die Berufsausbildung von Frauen zu einer staatlichen Aufgabe. So erfolgte 1920 die Einführung der landwirtschaftlichen Pflichtfortbildungsschule und 1921 die Einrichtung der höheren Handelsschule. Das private Engagement des Vereins verblieb jedoch: 1919 wurde die Frauendienstschule in eine Soziale Frauenschule umgewandelt, Kurse für erwerbslose Frauen wurden angeboten und seit 1919 bzw. 1926 fanden sozialpädagogische Seminare für Kindergärtnerinnen sowie für Handarbeits- und Hausarbeitslehrerinnen bis etwa 1932 und 1933 statt. In verschiedenen Stadtteilen wurden Kindergärten eingerichtet. 1927 nahm eine Mittelschule ihren Unterricht auf.
1918 wurde Agnes Heineken Direktorin der Schulen des Frauen- Erwerbs- und Ausbildungsvereins. Erfolgreich unterstützte sie die Weiterentwicklung des Berufs- und Fachschulwesens.
1923 eröffnete die Kinderpflegerinnenschule, 1926 das Gewerbelehrerinnenseminar, 1926/27 die Mütterschule nach dem Erwerb der Häuser an der Contrescarpe Nr. 162/164 (gemeinsam mit dem Vaterländischen Frauenverein) und 1929 die höhere Fachschule für Kindergärtnerinnen.

### Zeit des Nationalsozialismus
In der Zeit des Nationalsozialismus wurde 1933 der Frauenerwerbsverein aufgelöst. Viele seiner Aufgaben wurden vom Staat übernommen oder von der NS-Frauenschaft. 1933 erfolgte die Umwandlung der Allgemeinen Frauenschule, der Sozialen Frauenschule sowie der Kindergärtnerinnen und -pflegeschule in eine staatliche Fachschule für Frauenberufe. Die Handelsschulabteilung wurde an die kaufmännischen Schulen der Stadt angegliedert. Näh-, Koch- und Haushaltungskurse und der Mittagstisch wurden fortgeführt. 1943 musste der Betrieb weitgehend eingestellt; das Haus Contrescarpe Nr. 162 wurde 1943 zerstört und 1944 die Gebäude in der Pelzerstraße.

### Nach 1945
Gleich nach dem Krieg erfolgte die Wiederaufnahme der Aktivitäten des Frauenerwerbsverein unter Leitung von Nora Arens, die bis 1957 den Vereinsvorsitz innehatte. Ein Mittagstisch an der Contrescarpe Nr. 8 wurde eingerichtet und der Schulbetrieb für Lehrgänge für Hauswirtschaft sowie Kochen und Nähen. 1946 trat der Verein dem neu gegründeten Bremer Frauenausschuss bei. Mütterkurse wurden in Zusammenarbeit mit der Bundesversicherungsanstalt für Angestellte (BfA) angeboten.
1952 wurde ein neues Lehrgebäude errichtet.
Die Bürgerschaftsabgeordneten und Politikerinnen Elly Ley (FDP) von 1957 bis 1963 und Johanne Lohmann (FDP) von 1963 bis 1974 führten den Verein. 1957 konnte das Bremer Kochbuch neu herausgegeben werden. Seit 1970 erfolgte die Unterstützung von Frauen und Mädchen bei der Ausbildung und den Umschulungen. Von 1974 bis 1979 und von 1983 bis 1986 wurde der Verein von Brigitte Schmundt geleitet, von 1980 bis 1983 von Julie Kulenkampff. 1982 kamen Modellversuche zur Ausbildung türkischer Mädchen zu Gehilfinnen in medizinischen und juristischen Berufen. Die Ausbildung zu Damenschneiderin, zur Hauswirtschaftstechnik, in der kaufmännischen Fortbildung, zu Raumausstatterin (1985) und als Fachgehilfinnen im Gastgewerbe (1986) erfolgte.
Vorsitzende des Vereins von 1987 bis 2002 war die Politikerin und frühere Bürgerschaftsabgeordnete (1975–1983) Gisela Hüller (FDP). Seit den 1990er Jahren folgten Deutschkurse für Aussiedler, EDV-Fortbildungskurse in Büroberufen und ausbildungsbegleitende Hilfen im Bereich der Betriebshelferinnen, Frauencomputerschulen, Kurse für Telepoint-Managerinnen, Qualifizierungen für Teledienste, Windowsanwendungen, Internetdienste und E-Office-Managerinnen. In den 2000er Jahren kamen Kurse für hauswirtschaftliche Assistentinnen der stationären Altenhilfe, Trainings und Eignungsfeststellungen für Migrantinnen und Frauen 50+, Weiterbildung bei der Qualifizierung im unternehmerischen Dienstleistungsbereich und das Projekt Lernen, Integration und Arbeit für Frauen (LIA) hinzu.
Von 2003 bis 2015 wurde der Verein von Gertrud Stoevesandt geleitet. Ihre Nachfolgerin wurde die vormalige Vorsitzende Gisela Hüller, die den Verein bis heute leitet.
Der Verein löste sich zum Jahresende 2018 auf, das Vermögen ging an die Stiftung der Universität Bremen über.

## Bauwerk

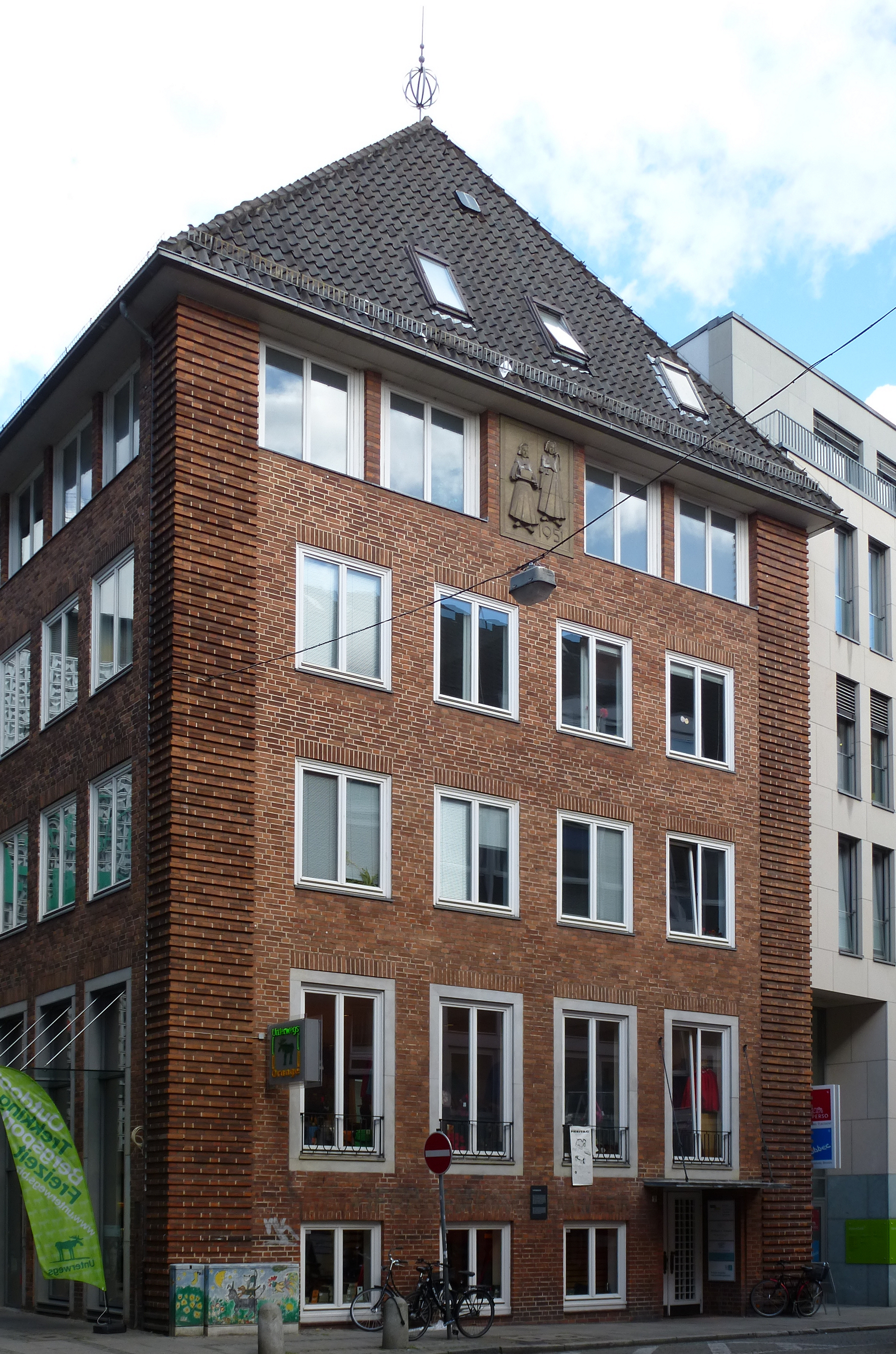
Das Gebäude, Giebelseite an der Carl-Ronning-Straße

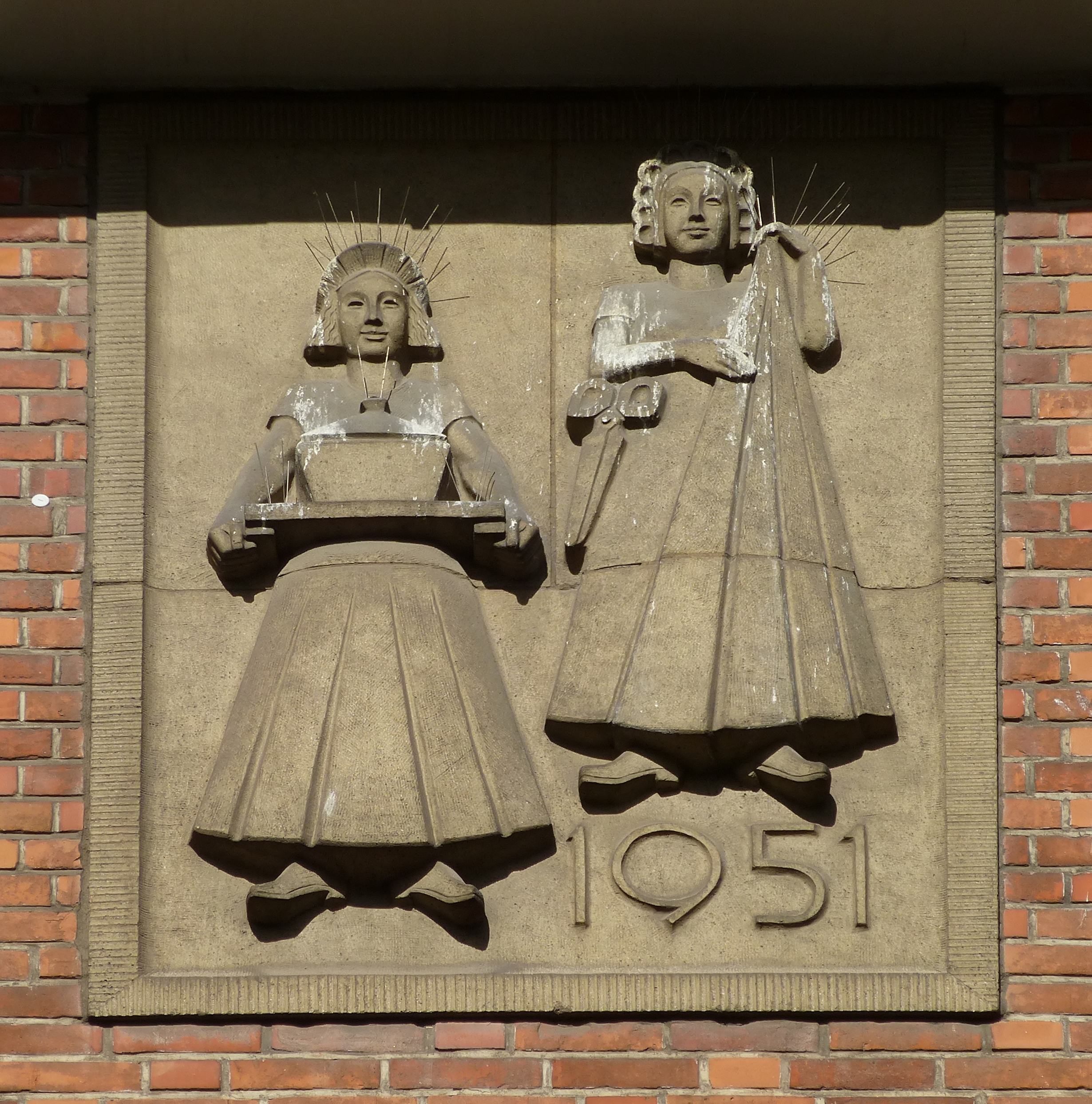
Giebelzier

Das fünfgeschossige, rotsteinsichtige denkmalgeschützte Lehrgebäude an der Pelzerstraße/Ecke Carl-Ronning-Straße mit einer konservativen Fassade wurde von 1951 bis 1952 nach Plänen des Architekten Bernhard Wessel errichtet.

## Ziele
Der Frauenerwerbsverein – aktuell in der Carl-Ronning-Straße Nr. 2 – ist heute eine Einrichtung, welche Frauen und Männer für eine Erwerbstätigkeit qualifiziert. Vorwiegend sind es Frauen, die in der Aus- und Weiterbildung des Vereins sind, Frauen, deren Berufsbiografie aufgrund gesellschaftlicher, kultureller oder individueller Prägungen unterbrochen wurde, Frauen, die häufig keine Möglichkeit hatten, die Erwerbskarriere geradlinig zu entwickeln. Der Verein hat als anerkannte Einrichtung der Weiterbildung die 1. Zertifizierung als Bildungsträger nach dem Bremer Weiterbildungsgesetz.
Gesellschaftlich verursachte Defizite sollen durch Aus- und Weiterbildung ausgeglichen und spezifische Stärken von Frauen gefördert werden. Dem Bedarf der Frauen und dem Bedarf des Arbeitsmarktes wird bei den Weiterbildungsangeboten Rechnung getragen. Es erfolgt dabei eine Kooperation mit Betrieben und anderen Trägern in der Aus- und Weiterbildung und eine enge Zusammenarbeit mit den öffentlichen Auftraggebern bei der Realisierung arbeitsmarktpolitischer Maßnahmen.
Der Vorstand beschließt die inhaltliche Ausrichtung, die Geschäftsführung setzt die Ziele um.
Angeboten werden unter anderem Qualifizierungen im kaufmännischen Dienstleistungsbereich, Weiterbildungen in der Altenpflege durch „Interkulturelle Kompetenzen in der Altenpflege“ und Angebote für Frauen ab 49 nach dem Motto „Gesund und Aktiv“ auch als Training für Frauen mit gesundheitlichen Einschränkungen.